# Irmingarda z Tours
Irmingarda z Tours také Hermengarda či Ermengarda (805? – 20. března 851 Erstein, Grand Est) byla římská císařovna, franská a italská královna, manželka Lothara I. Franského. Byla zakladatelka klášterů a římskokatolickou církví je uctívána jako svatá.

## Životopis
Jejím otcem byl Hugo z Tours z dynastie Etichonovců. V polovině října roku 821 se v Diedenhofenu provdala za spolucísaře Lothara I. z dynastie Karlovců. V roce 834 obdržela opatství San Salvatore v Brescii. V roce 849, dva roky před svou smrtí založila v alsaském Ersteinu, ženské opatství s patronátem svaté Marie a Cecílie, za což darem získala několik vzácných relikvií z římského pokladu. Její dcera Rotruda se v opatství Erstein stala první abatyší. Irmingarda byla po smrti pohřbena v opatském kostele v Ersteinu. Text jejího epitafu napsal Rabanus Maurus OSB.
Svatá Irmingarda je vyobrazována v knížecím oděvu, mezi její ikonografické atributy patří koruna a žezlo. Její svátek se slaví 20. března.

## Rodina
S Lotharem I. měla Irmingarda 9 dětí
- Ludvík II. Italský (cca 825–875) spolu císař – manželka Engelberga, abatyše v San Salvatore v Brescii
- Hiltruda (Hiltruda) (cca 826 – po 865/866) – manžel hrabě Berengar († před 865/866)
- Berta (cca 830 – po 7. květnu 852, pravděpodobně 877) abatyše z Avenay, možná abatyše z Faremoutiers
- Irmingarda (cca 826/830) unesena v roce 846 – manžel Giselbert, hrabě v Maasgau a v Lommegau
- Gisela (cca 830–860) v letech 851–860 abatyše San Salvatore v Brescii
- Lothar II. Lotrinský (cca 835–869) lotrinský král – manželka Theutberga, dcera hraběte Bose z Arles (Bosonids)
- Rotruda (pokřtěn 835/840 v Pavii) – manžel Lambert, markrabě Bretaně a hrabě z Nantes
- Karel z Provence (cca 845 – 24. ledna 863 v klášteře St-Pierre-les-Nonnains, dnes Lyon), král v Burgundska
- Karlmann (* 853)